# Antonia Zegers
Antonia Zegers Oportot (Santiago, 29 de junio de 1972) es una actriz chilena de teatro, cine y televisión. Cuenta con una amplia carrera en cine, con participaciones en algunas de las películas más galardonadas del cine chileno tales como Tony Manero (2008), Post mortem (2010), La vida de los peces (2010), No (2012), El club (2015), y Una mujer fantástica (2017), ganadora del Premio Óscar a mejor película de habla no inglesa.

## Biografía
Hija del destacado ginecólogo Fernando Zegers Hochschild y de Mónica Oportot Salbach, una aventurera fotógrafa budista. Estudió en el colegio Saint George's y posteriormente ingresó en la Escuela de Teatro de Gustavo Meza, actual Teatro Imagen. Tiene una hermana menor, Emilia.
Ha realizado su carrera en Televisión Nacional de Chile en telenovelas como Iorana, La fiera, Romané, Pampa ilusión, El circo de las Montini, Puertas adentro, Los Pincheira, Amor por accidente entre otras. Ha dicho que sus papeles preferidos de telenovelas han sido Asunción en Los Pincheira y María Jacobé en Romané.
En cine, Antonia Zegers debutó en 1995, en la película de Christine Lucas En tu casa a las ocho. Desde entonces ha participado en una docena de cintas, entre ellas, en casi todas las de Pablo Larraín y también en las de algunos otros conocidos directores chilenos, como Matías Bize o Marialy Rivas.
Entre las obras de teatro en las que ha actuado destacan Provincia Kapital, Pecados, Madre, Numancia y Fin del eclipse.

## Vida personal
Fue novia del actor Ricardo Fernández durante poco más de tres años, a principios de los 2000. 
Conoció al director de cine Pablo Larraín en 2006, y en diciembre de ese año se casaron; están separados desde fines de 2014. La pareja tiene dos hijos: Juana y Pascual.
Zegers asegura que desde pequeña quería ser actriz, que tiene "muy buena voz" pero que le "cuesta cantar", que su "barrio favorito es Ñuñoa", que le gusta cocinar, es vegetariana pero come pescado, que no ve televisión porque siente que en ella "falta diversidad", y que su "placer culpable es el sauna".

## Filmografía
| Año  | Título                           | Papel             | Director          |
| ---- | -------------------------------- | ----------------- | ----------------- |
| 1995 | En tu casa a las 8               | Antonieta         | Christine Lucas   |
| 1999 | María Luisa en la niebla         | Rosario           | Leo Kocking       |
| 2003 | Sábado                           | Antonia           | Matías Bize       |
| 2007 | Pecados                          | Soberbia          | Martín Rodríguez  |
| 2008 | Tony Manero                      | Productora        | Pablo Larraín     |
| 2010 | Post Mortem                      | Nancy Puelma      | Pablo Larraín     |
| 2010 | La vida de los peces             | Mariana           | Matías Bize       |
| 2010 | Anónimo                          | Mariana           | Renato Pérez      |
| 2012 | No                               | Verónica Carvajal | Pablo Larraín     |
| 2013 | Barrio universitario             | Aristizábal       | Esteban Vidal     |
| 2015 | El club                          | Hermana Mónica    | Pablo Larraín     |
| 2015 | La memoria del agua              | Ágatha            | Matías Bize       |
| 2016 | Sin filtro                       | Cuica             | Nicolás López     |
| 2016 | Nunca vas a estar solo           | Ana               | Alex Anwandter    |
| 2017 | Una mujer fantástica             | Alessandra        | Sebastián Lelio   |
| 2017 | Los perros                       | Mariana           | Marcela Said      |
| 2018 | No estoy loca                    | Silvia            | Nicolás López     |
| 2018 | Tarde para morir joven           | Elena             | Dominga Sotomayor |
| 2022 | Cosmic Dawn                      | Elyse             | Jefferson Moneo   |
| 2022 | Mensajes privados                | —                 | Matías Bize       |
| 2022 | 1976                             | Raquel            | Manuela Martelli  |
| 2022 | El castigo                       | Ana               | Matías Bize       |
| 2023 | El conde                         | Jacinta Pinochet  | Pablo Larraín     |
| 2024 | Los domingos mueren más personas | Silvia            | Iair Said         |
| 2024 | Los tortuga                      | —                 | Belén Funes       |

| Año  | Título                           | Papel           | Director           |
| ---- | -------------------------------- | --------------- | ------------------ |
| 1999 | Equipado con una caja automática | Romina          | Gonzalo San Martín |
| 2000 | Smog                             | —               | Sebastián Lelio    |
| 2002 | Fragmentos urbanos               | Antonia         | Sebastián Lelio    |
| 2007 | 12 minutos                       | —               | Sebastián Lelio    |
| 2012 | Selk'nam                         | —               | Sebastián Pinto    |
| 2017 | The Sutherland School            | Giovanna Marull | Iñaki Velásquez    |
| 2018 | Hotel Zentai                     | —               | Leonardo Medel     |
| 2018 | Alud de fondo                    | —               | Iñaki Velásquez    |
| 2019 | Perra vida                       | —               | Felipe Braun       |

## Televisión
| Año  | Título                  | Papel                   | Notas           |
| ---- | ----------------------- | ----------------------- | --------------- |
| 1997 | Eclipse de luna         | Verónica Aliaga         |                 |
| 1998 | Iorana                  | Margareth Olivares      |                 |
| 1999 | La Fiera                | Claudia Ruiz            |                 |
| 2000 | Romané                  | María Jacobé Calderachi |                 |
| 2001 | Pampa Ilusión           | Carmen Montes           |                 |
| 2002 | El circo de las Montini | Sirena Montoya          |                 |
| 2003 | Puertas adentro         | Jocelyn Mardones        |                 |
| 2004 | Los Pincheira           | Asunción Del Solar      | Antagonista     |
| 2005 | Los Capo                | Silvana Capo            |                 |
| 2006 | Entre medias            | Fernanda Montes         | Papel principal |
| 2007 | Alguien te mira         | Daniela Franco          | 16 episodios    |
| 2007 | Amor por accidente      | Estela Del Bosque       |                 |
| 2009 | Sin anestesia           | Laura Santana           |                 |
| 2013 | Secretos en el jardín   | Magdalena Villanueva    | Antagonista     |
| 2015 | La Poseída              | Asunción Mackenna       |                 |
| 2016 | Pobre gallo             | Florencia Achondo       | Antagonista     |
| 2019 | Amar a morir            | María Paz Palacios      | Papel principal |

| Año       | Título                          | Papel             | Notas                          |
| --------- | ------------------------------- | ----------------- | ------------------------------ |
| 1998      | Sucupira, la comedia            | Leticia Fuentes   | 1 episodio                     |
| 2003      | La vida es una lotería          | Paulina           | Episodio: Un hombre de familia |
| 2004      | Tiempo final: En tiempo real    | Mariana           | Episodio: La despedida         |
| 2011      | 12 días que estremecieron Chile | Norma             | Episodio: Inocencia asesinada  |
| 2011-2013 | Prófugos                        | Macarena Munita   | Antagonista                    |
| 2012      | Cobre                           | Vicenta Rodríguez |                                |
| 2012      | Amar y morir en Chile           | Cecilia Magni     | Papel principal                |
| 2014      | El hombre de tu vida            | Romina            | T2. 1 episodio                 |
| 2020-2022 | La Jauría                       | Olivia Fernández  | Papel principal                |
| 2020      | Dignidad                        | Pamela Rodríguez  | Papel principal                |
| 2023      | Cecilia, la incomparable        | Luisa Levi        | 2 episodios                    |
| 2023      | Mala fortuna                    | Dolores           |                                |

#### Programas
- Revólver (1997, TVN) - Conductora
- Cumbres del mundo (2007, TVN) - Conductora
- Dudo (2013, Canal 13C) - Invitada

## Teatro
- Osorno 1897. Murmuraciones acerca de la muerte de un juez (1996), dir.: Gustavo Meza.
- Narciso y Goldmundo (1997).
- NN2910 (2000), como Catalina Praderio; dir.: Rodrigo Achondo, compañía Anderblú.[10]
- Los siete pecados capitales (2003) dir.: Gustavo Meza.
- Provincia Kapital (2004), dir.: Rodrigo Pérez (adaptación de Auge y caída de la ciudad de Mahagonny, de Bertolt Brecht), Matucana 100.[11]
- Numancia (2005), adaptación hecha por Alexis Moreno de El cerco de Numancia, de Miguel de Cervantes[12]
- Madre (2006), adaptación de Madre Coraje y sus hijos de Bertolt Brecht; dir: Rodrigo Pérez[13]
- Fin del eclipse (2007) dir. y autor: Ramón Griffero.
- Cinema Uttopia (2010), como Estela; dir. y autor: Ramón Griffero.[14]
- La muerte y la doncella (2011-2013), de Ariel Dorfman; dir.: Moira Miller.[15]
- Velorio chileno (2012), de Sergio Vodanovic, dir.: Cristián Plana, Sala Universidad Mayor.
- Aquí están (2013) de Claudia di Girólamo, dir.: Claudia di Girólamo y Rodrigo Pérez, Museo de la Memoria.
- Prometeo, el origen (2014) dir. y autor: Ramón Griffero.
- Los padres terribles (2016) de Jean Cocteau, dir.: Omar Moran.
- Tío Vania (2017-2018) de Antón Chéjov, dir.: Álvaro Viguera.
- Réplica (2019) de Isidora Stevenson, dir.: Francisco Krebs.
- El monólogo de los monos que nos odian (2020) de Pablo Paredes dir.: Moira Miller.
- Girls & Boys (2022-2023) de Dennis Kelly, dir.: Alfredo Castro.
- Una mujer llena de vicios (2024), adaptación de Teoría King Kong de Virginie Despentes; dir.: Alexandra von Hummel.

## Podcast
- 2020: Caso 63: Lo que viene después de la pandemia (Spotify) - Elisa Aldunate
- 2024: Pétrea (Sky Airline) - Rita Ullman

## Vídeos musicales
| Año  | Título       | Artista | Dirección         |
| ---- | ------------ | ------- | ----------------- |
| 2017 | Hablar de ti | Gepe    | Dominga Sotomayor |

## Premios y nominaciones
| Año  | Premio                                                             | Categoría                                 | Obra                             | Resultado |
| ---- | ------------------------------------------------------------------ | ----------------------------------------- | -------------------------------- | --------- |
| 2010 | Festival Internacional del Nuevo Cine Latinoamericano de La Habana | Mejor actriz                              | Post mortem                      | Ganadora  |
| 2010 | Festival de Cine de Antofagasta                                    | Mejor Actriz                              | Post mortem                      | Ganadora  |
| 2011 | Premios Altazor                                                    | Mejor Actriz - Cine                       | Post mortem                      | Nominada  |
| 2011 | Premios Pedro Sienna                                               | Mejor Interpretación Protagónica Femenina | Post mortem                      | Nominada  |
| 2011 | Premios Pedro Sienna                                               | Mejor Interpretación Secundaria Femenina  | La vida de los peces             | Nominada  |
| 2012 | Premios Altazor                                                    | Mejor actriz - Teatro                     | La muerte y la doncella          | Nominada  |
| 2014 | Premios Altazor                                                    | Mejor Actriz - Televisión                 | Secretos en el jardín            | Nominada  |
| 2015 | Premios Fénix                                                      | Mejor Actriz                              | El Club                          | Nominada  |
| 2015 | Festival Internacional de Cine de Chicago                          | Mejor Elenco                              | El Club                          | Ganadora  |
| 2016 | Premios Caleuche                                                   | Mejor Actriz de Reparto - Cine            | El Club                          | Ganadora  |
| 2016 | Premios Platino                                                    | Mejor interpretación femenina             | El Club                          | Nominada  |
| 2016 | Premios Pedro Sienna                                               | Mejor Interpretación secundaria Femenina  | El Club                          | Ganadora  |
| 2016 | Premios Días de Cine                                               |                                           | El Club                          | Nominada  |
| 2017 | Festival Internacional de Cine de Estocolmo                        | Mejor actriz                              | Los perros                       | Ganadora  |
| 2017 | Premio Iberoamericano de Cine Fénix                                | Mejor actriz                              | Los perros                       | Nominada  |
| 2017 | Premios Fénix                                                      | Mejor actriz                              | Los perros                       | Nominada  |
| 2018 | Premios Platino                                                    | Mejor interpretación femenina             | Los perros                       | Nominada  |
| 2018 | Festival Internacional de Cine de las Alturas                      | Mejor actuación protagónica femenina      | Los perros                       | Ganadora  |
| 2020 | Premios Produ                                                      | Mejor actriz principal                    | La jauría                        | Nominada  |
| 2021 | Premios Caleuche                                                   | Mejor actriz protagónica en series        | La jauría                        | Nominada  |
| 2022 | Premios Caleuche                                                   | Mejor actriz protagónica en series        | La jauría                        | Nominada  |
| 2022 | Premios Caleuche                                                   | Mejor actriz protagónica en cine          | El castigo                       | Nominada  |
| 2022 | Festival Black Nights de Tallin                                    | Mejor actriz                              | El castigo                       | Ganadora  |
| 2023 | Premios Pedro Sienna                                               | Mejor interpretación protagónica femenina | El castigo                       | Ganadora  |
| 2023 | Premios Caleuche                                                   | Mejor actriz protagónica en cine          | El castigo                       | Nominada  |
| 2023 | Premios Caleuche                                                   | Mejor actriz protagónica en series        | La jauría 2                      | Nominada  |
| 2023 | Festival de Cine Latino de Seattle                                 | Mejor actriz                              | El castigo                       | Ganadora  |
| 2023 | Festival de Cine Iberoamericano de Trieste                         | Mejor actriz                              | El castigo                       | Ganadora  |
| 2023 | Festival Internacional de Cine de Buenos Aires                     | Mejor actriz                              | El castigo                       | Ganadora  |
| 2023 | Festival de Cine de Lima                                           | Mejor actriz                              | El castigo                       | Ganadora  |
| 2023 | Premios Platino                                                    | Mejor interpretación femenina             | El castigo                       | Nominada  |
| 2024 | Premios Caleuche                                                   | Mejor actriz de soporte en series         | Cecilia, la incomparable         | Nominada  |
| 2024 | Festival Internacional de Cine de Beijing                          | Mejor actriz                              | El castigo                       | Ganadora  |
| 2024 | Festival Internacional de Cine de Tesalónica                       | Mejor actriz                              | La tortuga                       | Ganadora  |
| 2024 | Festival Internacional de Cine de Thessaloniki                     | Mejor actruz                              | La tortuga                       | Ganadora  |
| 2025 | Premio Sur                                                         | Mejor actriz de reparto                   | Los domingos mueren más personas | Nominada  |